# 常煒
常 煒（じょう い、生年不詳 - 350年）は、五胡十六国時代冉魏・前燕の人物。広寧郡の出身。

## 経歴
冉閔に仕え、大司馬従事中郎の地位にあった。
351年2月、冉閔が後趙の首都襄国を包囲すると、後趙君主石祗は独力では冉閔を撃退できないと判断し、皇帝号を取り去って趙王を称すとともに、かつて後趙の太尉であった張挙に伝国璽を持たせて前燕へ派遣し（但しこれは偽物であり、本物は冉魏の首都である鄴にある）、慕容儁へ救援を要請した。慕容儁はこの申し出に応じ、禦難将軍悦綰に兵3万を与えて救援に向かわせ、石祗と合流して冉閔を討つよう命じた。前燕が石祗に協力して援軍を派遣すると聞いた冉閔は、常煒を前燕へ派遣し、慕容儁を翻意させようとした。
常煒が龍城に到着すると、慕容儁は記室封裕を介して「冉閔は石氏の養息でありながら、その恩に背いて反逆した。その上、どうして大号を称したか！」と詰問させた。これに常煒は「湯は桀を追放し、武王は紂を討ち、商・周の大業を興したのです。曹孟徳（曹操）は宦官の養孫であり出自は定かではありませんが、魏の基盤を築きました。これが天命でなければ、彼らはどうして成功したでしょう！これらの事を推し量りますに、そのような事を言われる道理はありますまい！」と言い返した。封裕はまた「冉閔が即位した時、自らの行く末を占うために金を鋳造して自らの像を作ろうとしたが、完成しなかったと聞く。これは事実であるか」と問うと、常煒は「そのようなことは聞き及んでおりません」と答えた。封裕は更に「南から来た者はみなこの事を言っているのに、どうして隠すというのか」と詰め寄ると。常煒は「姦偽の人というのは、天命を偽って人を惑わせようとするものです。そのような輩は、符瑞や蓍亀に仮託して自身を重んじるといいます。魏主（冉閔）は符璽（伝国璽）を握って中州に拠っておられます。受命を疑う要素など何一つないというのに、どうして真を偽として金像などで決めつけてよいものでしょうか！」と反論した。次いで封裕は「その伝国璽はどこにあるというのか」と問うと、常煒は「鄴にあります」と答えた。封裕は「張挙の言によると、襄国にあったものが本物だとの事だが」と尋ねると、常煒は「胡を殺した時、鄴にいた者は殆ど殺し尽くされました。生き延びた者もただ溝に伏せていた者ばかりです。どうして璽の在り処を知り得ましょうか。彼らは命を長らえる為ならば、妄言も吐きます。どのような事でも言えましょう。ましてや一個の璽の事ならなおさらです！」と答えた。
慕容儁はなおも張挙の言葉を信じていたので、傍らに柴を積み上げると（火あぶりの刑を暗示している）、封裕を介して「君はよく考えよ。さもなくば徒に灰になるであろう！」と言わせたが、常煒は顔つきを改めて「石氏は貪暴であります。自ら大軍を率いてこの燕へ攻め込んだ事もありましょう。勝てずに帰ったといえども、併呑の志は無くすことはありませんでした。兵糧を運んで兵器を集め、東北へ運び込んでいたのは、まさか燕への援助物資の筈はないでしょう。魏主が石氏を誅したのは、確かに燕のためではありませんが、主君の親仇が滅んだとき、どのような行動が義に適うといえますか。今、あなた方は彼らに味方して我らを責めておりますが、これはなんとも奇妙なことではないですか！私が聞きますところ、死者の骨肉は土に帰し、精魂は天にのぼるといいます。君の恵を蒙ったからには、速やかに薪を増やして火を放ち、私は天帝のもとへ赴いて上訴しましょう‼」と言い放った。これを聞くと、左右の側近は常煒を処刑するよう勧めたが、慕容儁は「彼は死を恐れずに主に準じようとしているのだ。これこそ忠臣であろう！冉閔に罪はあっても、どうしてその罪を臣下に委ねる事が出来ようか！」と言い、退出を許可して館へ送り届けた。
その夜、慕容儁は常煒と同郷であった趙瞻を派遣して慰労させると共に、趙瞻を介して「君はどうして真実を語らないのか。王は怒っており、君を遠く遼碣の僻地へ流そうとしているぞ」と言わせたが、常煒はこれに対して「我は成人してから、布衣（庶民）でさえも欺いた事はない。ましてや人主を欺くはずがなかろう！意を曲げて辻褄を合わせるような性分は持ち合わせておらん。直言して言い尽くしたならば、東海に沈められようとも悔いる事は無い！」と言い放った。それ以降、壁に向かって寝転ぶと、何も語る事は無かった。趙瞻は止むを得ずこの事を慕容儁に告げると、慕容儁は龍城に幽閉した。
4月、石祗が暗殺されて後趙が滅ぶと、襄国救援に向かっていた悦綰が帰還した。悦綰が持ち帰って来た情報により、張挙が献上した伝国璽が偽物であった事が発覚し、常煒の発言が真実であったと証明された。慕容儁は張挙を誅殺すると共に、常煒を釈放した。常煒には4男・2女がおり、彼らはみな中山に居住していたので、慕容儁は彼の妻や子供らに迎えに来させた。常煒が上疏して謝意を示すと、慕容儁は卿は生きるために考えを改める事が無かった。我は州里（同郷）の人を助けたまでだ〈慕容儁は昌黎出身、常煒は広寧出身であり、いずれも幽州に属している）。今、大乱の中にあっても、（常煒の）諸子がみなここに至ったのは、天命によるものであろう。天でさえ卿の事を気に懸けているのだから、我は言うまでもない！と述べ、妾1人と穀物3百斛を下賜し、凡城に居住させた。
その後、前燕に仕えると廷尉監に任じられ、しばしば慕容儁へ献策を行った。
357年12月、常煒は上言し、戦災によって苦しむ民の慰撫と、身分に捕らわれず才幹ある者を登用するよう訴えた。これを受け、慕容儁は下書して「常煒は徳を宿した碩儒（大儒）であり、刑法に練明している。その陳術する所を覧じると、良く採用するに足るものである」と述べ、常煒を称えた。